# 马皮亚王国
马皮亚王国是一个曾经存在于马皮亚环礁的小型王国，位于新几内亚岛以北。马皮亚环礁是现今印度尼西亚巴布亚省最外侧的组成部分，邻近帕劳。

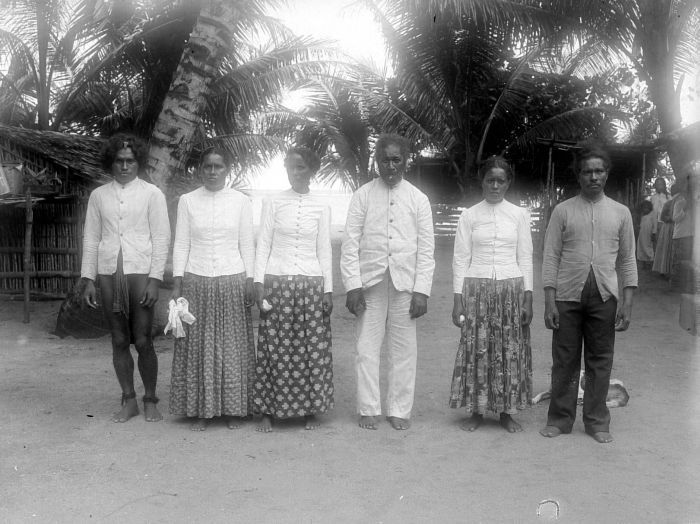
1903年，德国地质学家C·E·A·威赫曼在巴布亚考察期间拍摄的马皮亚环礁居民，马皮亚君主马尔韦迪位于右数第三位。

最初，马皮亚群岛的居民拥有南岛语言和文化，这与太平洋島嶼的居民相似。最显著的相似之处是与密克罗尼西亚的加罗林群岛居民在习俗、居民习惯和传统房屋建筑方面的相似性。马皮亚群岛的原住民被称为马皮亚人，讲的是马皮亚语，这是一种属于密克罗尼西亚语系的语言。目前，马皮亚群岛不再由原住民马皮亚人居住，而是由来自比亚克岛及其周边地区的比亚克人居住。在与其他东南亚群岛居民及欧洲商人接触之前，据信来自比亚克岛及其周边地区的巴布亚人已经与马皮亚群岛开展了贸易和狩猎活动。已经到达该岛的比亚克人会用“曼马尔马尔（曼卡贝斯）”的图案——一种描绘海鸥的刺青来标记自己，因此这个岛屿也被称为“海鸥岛”。19世纪，荷兰殖民政府开始控制该岛，并将其置于蒂多雷苏丹国的统治下，任命当地居民为“头领”。